# Lagarde, Gers
Lagarde är en kommun i departementet Gers i regionen Occitanien i sydvästra Frankrike. Kommunen ligger i kantonen Lectoure som tillhör arrondissementet Condom. År 2022 hade Lagarde 123 invånare.

## Befolkningsutveckling
Antalet invånare i kommunen Lagarde
Referens:INSEE